# Jacopo Saltarelli
Jacopo Saltarelli, né en 1459, à Florence, fils d'Andrea Saltarelli et apprenti-orfèvre chez son frère Giovanni, fut l'un des premiers modèles de Léonard de Vinci et une plainte anonyme au printemps 1476 les impliqua tous deux dans une affaire d'homosexualité. Cette épreuve fut l'une des plus difficiles que le peintre dut traverser dans sa jeunesse.

## Biographie
Son père Andrea, descendait d'une famille noble qui s'était déjà illustrée à Florence dès le Moyen Âge avec Simone Saltarelli, procurateur général de l’Ordre des Dominicains puis archevêque de Pise, et son frère Lapo, qui fut un poète et juriste lié à Dante. Elle y possédait une maison-tour qui existe toujours piazza de' Salterelli près de la Signoria,.

### Une dénonciation anonyme
Le 9 avril 1476, une dénonciation anonyme fut déposée auprès des « Officiers de la Nuit et des Monastères ». Elle était contenue dans un billet placé dans le « tamburo » ou « buchi della Verità » que la Seigneurie de Florence avait placé près du Palazzo Vecchio pour recueillir ce type de dénonciation.
La plainte fut enregistrée par le notaire Tomasi de Corsinis de Santi Marci, qui nota :
« Notifico a Voi Signori officiali come egli è vera cosa che Jacopo Saltarelli, fratello carnale di Giovanni Saltarelli, sta co'lui all’orafo in Vacchereccia, dirimpetto al buco [temburo] : veste nero d’età anni 17, o circa. El quale Jacopo va dietro a molte misserue et consente compiacere a quelle persone lo richieghono di simili tristizie. Et a questo modo à avuto a fare di molte cose, cioè servito parecchie dozine di persone delle quali ne so buon date, et al presente dirò d’alchuno :
 
Bartholomeo di Pasquino orafo, sta in Vacchereccia

Lionardo di Ser Piero da Vinci, sta con Andrea de Verrochio

Baccino farsettaio sta da Orto San Michele in  quella via che v'è due botteghe grandi di cimatori, che va alla loggia de' Cerchi, ha aperto  bottega di nuovo di farsettaio.

Lionardo Tornabuoni, dicto il Teri : veste nero. »
Et le dénonciateur anonyme de conclure que ces gens là avaient sodomisé Jacopo et que par la présente, il en faisait foi.
L’acte d’accusation semble indiquer qu’il s’agit d’un viol collectif.

### L'affaire Saltarelli
Avec cette dénonciation anonyme qui portait à la connaissance de Messieurs les Officiers que Jacopo Saltarelli suivait un mauvais chemin en acceptant de céder à ceux qui lui proposaient une infamie, naissait « l'affaire Saltarelli ».
Outre Léonard de Vinci, trois autres personnes étaient impliquées. Il s'agissait de Bartolomeo di Pasquino, orfèvre via Vacchereccia, de Bacino, tailleur à Orto San Michele, spécialisé dans le pourpoint, et surtout du très connu  Lionardo de Tornabuoni, dit le Teri. Léonard était dit fils de Ser Pietro de Vincio, et habitait chez Andrea del Verrocchio. Quant à Jacopo, c'était un apprenti orfèvre, âgé de dix-sept ans environ, qui vivait chez son frère Giovanni Saltarelli, orfèvre de la via Vacchereccia. L'accusation était grave puisque les coupables risquaient la peine de mort, à savoir le bûcher, mais cette peine était rarement appliquée.
Une première audience eut lieu. La dénonciation étant anonyme, le tribunal civil, contrairement aux tribunaux de l’Inquisition, ne pouvait condamner sans preuves et il fut ainsi retenu qu'il n’y avait ni preuve, ni témoignages déclarés. Les accusés furent donc « absoluti cum conditione ut retamburentur » en première instance. Léonard dut cependant passer quelques jours en prison (qu'il supporta très mal comme il le raconta dans son Journal en 1505) en attendant l’enquête judiciaire jusqu'à ce qu'une nouvelle dénonciation eut lieu le 7 juin 1476, mettant à nouveau en cause les mêmes personnes. Mais elle fut faite toujours sous le couvert de l'anonymat et les juges en appel, faute de preuves, prononcèrent un non-lieu. Il n'est pas exclu que cette dénonciation soit le fruit de la jalousie suscitée par la gloire qui assaille vite Léonard ou qu'elle vise au tout premier chef Leonardo de Tornabuoni, et à travers lui Laurent de Médicis dont la mère était une Tornabuoni.

### Léonard et Jacopo
Même si « l'affaire Saltarelli » ne prouve rien sur son homosexualité, Léonard écrivit en 1505 : 

« Quand je l’ai bien fait, étant enfant, vous m’avez mis en prison ; maintenant que je le fais grand, vous me ferez bien pis. »

— Cod. Atl. 284 a.
Car ce non-lieu n'impliquait pas que la plainte était ou non fondée. Les fiches de police  de l'Uffiziali da Notte indiquent qu'un homme avait déjà avoué avoir sodomisé Jacopo. Cependant les minutes du procès indiquaient que Jacopo Saltarelli, « la victime », était un prostitué notoire, ce qui peut à l'inverse suggérer qu'il s'agissait d'un coup monté par les ennemis de la famille Vinci.